# Voštane
Voštane falu Horvátországban Split-Dalmácia megyében. Közigazgatásilag Triljhez tartozik.

## Fekvése
Splittől légvonalban 40, közúton 64 km-re északkeletre, Sinjtől légvonalban 22, közúton 35 km-re délkeletre, községközpontjától 23 km-re északkeletre a dalmát Zagora területén, a Kamešnica-hegység magasan fekvő déli lejtőin, a bosnyák határ mellett fekszik.

## Története
A magasan fekvő hegyvidéki területen már az ókorban letelepedtek az illír pásztorok. Az illírek egyik ősi várának maradványai ma is látszanak Voštane felett. A vidék a középkorban is lakott maradt, erről mesélnek az itt is megtalálható középkori sírkövek. A török 1513 körül szállta meg e területet. Az 1699-es karlócai béke török kézen hagyta. Végleges felszabadulása csak az újabb velencei-török háborút lezáró pozsareváci békét követően 1718-ban történt meg, mely az új határt a Kamešnica-hegységnél húzta meg. A Kamešnica környéki falvakat a velencei uralom első éveiben telepítették be Hercegovinából érkezett keresztény lakossággal. Az első írásos emlék az itt élő lakosságról a 17. század végéről származik, amikor Marino Antonio Cavalli velencei kormányzó megengedi Nikola Akrapénak egy a korábban Atlagić livnoi bég tulajdonában volt földterület megművelését. A falu kezdetben az tijarci plébániához tartozott. Lelki szolgálatukat a sinji ferences kolostor szerzetesei látták el. 1750-ben az egyházlátogatáskor az érseket képviselő Candido kanonok (Bizza érsek Otokon maradt) Voštanét is meglátogatta. A Jézus neve tiszteletére szentelt kis templomról azt írja, hogy oltárképe nincs, az épület náddal fedett, szilárd alapozása nincs és a nedvesség behatolt a falakba. Bár lakói többször kérték, a falu csak 1780-ban kapott a tijarci plébániának alárendelt önálló káplánt. A velencei uralomnak 1797-ben vége szakadt és osztrák csapatok vonultak be Dalmáciába. 1806-ban az osztrákokat legyőző franciák uralma alá került, de Napóleon lipcsei veresége után 1813-ban újra az osztrákoké lett. 1849-ben érseki rendelettel megalapították a vodšanei plébániát, melyhez a szomszédos Rožét is hozzá csatolták. A 19. században Voštanén felépült a plébániaház. A településnek 1857-ben 434, 1910-ben 599 lakosa volt. 1918-ban az új szerb-horvát-szlovén állam, majd később Jugoszlávia része lett. A második világháború idején a Független Horvát Állam része lett, de lakói közül sokan vettek részt a partizánharcokban. 1944. március 28-án és 29-én a németek és a támogatásukat élvező knini csetnikek megtorlásul Rože és Voštane 508 lakosát mészárolták le. A háború alatti német megtorlásoknak összesen 1500, a Kamešnica alján fekvő falvakból származó lakos esett áldozatául. A háború után a szocialista Jugoszláviához került. Az 1960-as évektől lakossága tömegesen vándorolt ki, a megmaradt idős emberek pedig idővel kihaltak. 1991 óta a független Horvátországhoz tartozik. 2011-ben a településnek mindössze 42 állandó lakosa volt.

## Lakosság
| Lakosság változása | Lakosság változása | Lakosság változása | Lakosság változása | Lakosság változása | Lakosság változása | Lakosság változása | Lakosság változása | Lakosság változása | Lakosság változása | Lakosság változása | Lakosság változása | Lakosság változása | Lakosság változása | Lakosság változása | Lakosság változása |
| ------------------ | ------------------ | ------------------ | ------------------ | ------------------ | ------------------ | ------------------ | ------------------ | ------------------ | ------------------ | ------------------ | ------------------ | ------------------ | ------------------ | ------------------ | ------------------ |
| 1857               | 1869               | 1880               | 1890               | 1900               | 1910               | 1921               | 1931               | 1948               | 1953               | 1961               | 1971               | 1981               | 1991               | 2001               | 2011               |
| 434                | 702                | 516                | 662                | 568                | 599                | 826                | 826                | 330                | 415                | 476                | 465                | 418                | 313                | 157                | 42                 |

## Nevezetességei
- Jézus Legszentebb Neve tiszteletére szentelt római katolikus plébániatemploma 1935-ben faragott kövekből épült. A homlokzat felett piramisban végződő harangtorony magasodik tetején kőkereszttel. A torony négy oldalán a harangok szintjén egy-egy nagyméretű, ívelt nyílás látható. A főbejárat a harangtorony lábánál található. A homlokzatot három kis ívelt ablak és egy körablak díszíti, a hajó falán pedig két nagyobb ívelt ablak között egy körablak an elhelyezve. A templomot az 1980-as években megújították. A szentélyben áll a kőoltár az ambóval és a keresztelőmedencével.
- Az 1944-es áldozatok emlékkápolnáját az ötvenedik évfordulón, 1994-ben építették a faluból elszármazottak adományaiból. A kápolna felett nagy kőkereszt áll.
- A település felett az illírek ókori várának maradványai találhatók.
- A falu felett a Mašotának nevezett helyen ahol forrás is található Tomislav király idejéből származó középkori sírkövek találhatók.